# Godzilla – Attack All Monsters
Godzilla: Attack All Monsters (jap. ゴジラ・ミニラ・ガバラ オール怪獣大進撃, Gojira, Minira, Gabara: Ōru Kaijū Daishingeki, wörtlich: „Godzilla, Minilla, Gabara: Großangriff aller Monster“, engl. Godzilla’s Revenge oder All Monsters Attack) ist ein japanischer Spielfilm aus der Godzilla-Reihe.

## Handlung
Der siebenjährige Ichirō ist oft auf sich alleine gestellt, da sein Vater bei der Eisenbahn arbeitet und seine Mutter Schichtarbeit leistet. Da er in der Schule von dem stärkeren Gabara drangsaliert wird, flüchtet er sich in seiner Phantasie auf Monster Island, die Heimatinsel des Monsters Godzilla. In einem seiner Tagträume landet Ichirō tatsächlich auf der Insel und lernt dort Godzillas Sohn Minilla kennen, der auch von einem stärkeren Monster – ebenfalls mit Namen Gabara – geärgert wird.
Wieder in der Realität, versteckt sich Ichirō vor seinem Erzfeind in einer Fabrikhalle und stößt dort auf zwei Bankräuber, die nach einem frisch verübten Banküberfall auf der Flucht sind.
Beim nächsten Treffen mit Minilla gibt dieser Ichirō Tips, wie er sich seinen Feinden stellen kann. Als Ichirō von den Bankräubern in die Fabrikhalle entführt wird, wird er in einem weiteren Tagtraum Zeuge, wie Minilla sich erfolgreich gegen seinen Peiniger zur Wehr setzt. Davon ermutigt, kann Ichirō einen der Bankräuber überwältigen. Dessen Komplize wird von der Polizei verhaftet, als er Ichiko verfolgt.
Nun kann sich Ichirō auch erfolgreich gegen seinen Peiniger Gabara wehren.

## Hintergrund
Die Monsterszenen des gezielt für Kinder als Zielgruppe gedachten Films sind großteils den früheren Godzilla-Filmen Frankenstein und die Ungeheuer aus dem Meer (1966), Frankensteins Monster jagen Godzillas Sohn (1967) und Frankenstein und die Monster aus dem All (1968) entnommen.
Eigens für diesen Film wurde das Monster Gabara kreiert.
Wie in den anderen Filmen der Reihe wird Godzilla im Suitmation-Verfahren dargestellt. Dies bedeutet, dass Schauspieler Haruo Nakajima die Rolle des titelgebenden Monsters im Gummikostüm spielte.
Das Budget für diesen Film betrug "nur" 150.000 US-Dollar, dies ist eines der geringsten Budgets der Godzilla Reihe.
Ab dem 27. Juni 2013 wurde der Film auf DVD in einer deutschsprachigen Version vermarktet.

## Kritik
Der Film bekam eine überwiegend negative Kritik. So wurde der Film auf der Webseite Rotten Tomatoes bei Kritikern und Publikum um die 20 Prozent positiv bewertet.